# Nsok
Nsok – miasto w południowo-wschodniej kontynentalnej części Gwinei Równikowej, w prowincji Wele-Nzas. W 2005 roku liczyło 4620 mieszkańców. Na zachód od Nsok znajduje się Park Narodowy Los Altos de Nsork.